# NGC 4701
NGC 4701 је спирална галаксија у сазвежђу Девица која се налази на NGC листи објеката дубоког неба.
Деклинација објекта је + 3° 23' 20" а ректасцензија 12h 49m 11,4s. Привидна величина (магнитуда) објекта NGC 4701 износи 12,1 а фотографска магнитуда 12,8. Налази се на удаљености од 20,5000 милиона парсека од Сунца. NGC 4701 је још познат и под ознакама UGC 7975, MCG 1-33-15, CGCG 43-34, IRAS 12466+0339, PGC 43331.